# 英式撞球

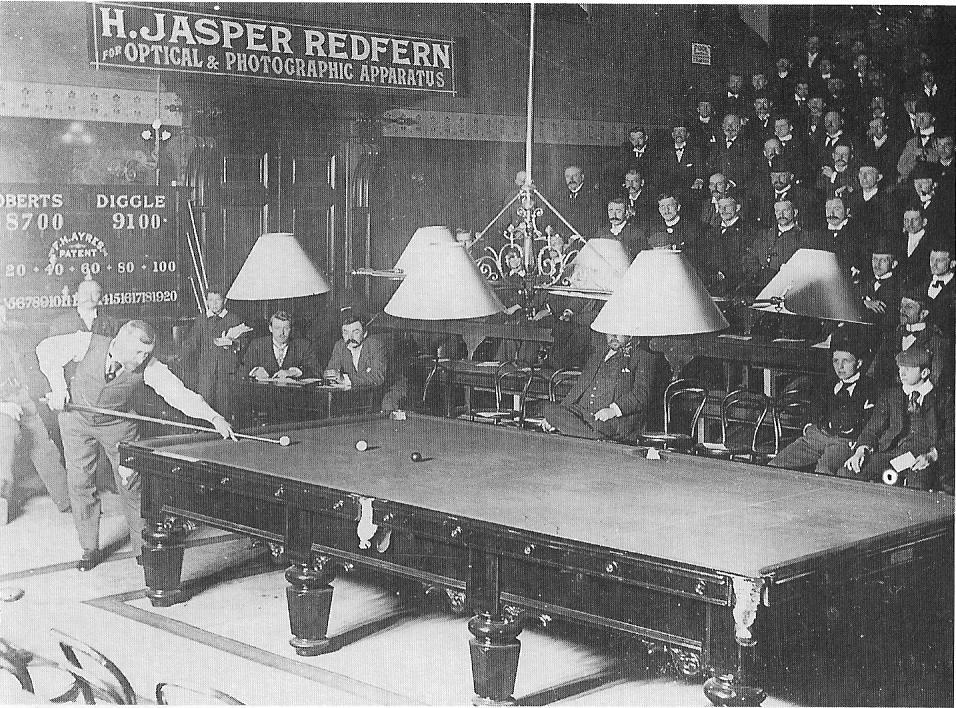
19世紀末期的一場英式撞球比賽

英式撞球（English Billiards），是一種結合開侖撞球觀念的落袋式撞球。正規的英式撞球競賽使用標準司諾克球台，但僅用白色、黃色球各一顆，分別當作雙方的母球，再加上一顆紅色子球。英式撞球主要流行於英國及東南亞各國，1998年至2010年亞洲運動會，被列為正式比賽項目。
英式撞球也被稱為“英格蘭遊戲”，“全進遊戲”和（以前）“共同遊戲”，但不太常見。

## 開球
比賽開始前，兩位對局選手同時從發球線撞擊母球，令其碰撞對面台邊後反彈，最後停止位置比較靠近發球端台邊者，可以選擇使用哪顆母球，並決定由誰開球。
開球時，紅色子球置於遠端腳點，也就是司諾克比賽黑球的位置。開球者將母球置於半圓形發球區內，開始擊球。此時另一顆母球暫時不放在台面上，直到輪到另一位選手擊球為止。當該位選手首次擊球時，亦需將其母球置於半圓形發球區內開始擊球。

## 得分
英式撞球的得分方式有：
- 母球先後碰撞另一顆母球及紅球，不論次序：2分
- 母球打進紅球：3分
- 母球打進另一母球：2分
- 母球碰撞紅球後自己洗袋：3分
- 母球碰撞另一母球後自己洗袋：2分

上述得分方式若同時發生，則可合併計分。出竿一次最高可得10分。

## 各球位置
紅球進袋：

放在腳點，即snooker裡面黑球位置

若不能放，改放粉球位置

再不能放，改放藍球位置

自己母球進袋：D區發球

對手母球進袋：不需要撿

## 紅球連續進袋
若連續3次打進紅球。紅球改放藍球點

若不能放，改放粉球點

若不能放，改放黑球點

有些比賽甚至會改成，連續2次打進就改變紅球位置。用來增加難度。

## D區發球
母球在D區發球的時候，不可直接打擊發球線後方的球。不只D區裡面不能打。整個發球線後方區域都不行。

若遇到沒球打的情況，強制要碰顆星解球。直接曲球不行。而且碰顆星必需要發球區「外」的顆星才算數。

## 重新置球
自己母球：D區發球

對手母球：球台中點，即snooker裡面藍球位置

紅球：腳點，即snooker裡面黑球位置

## 相連球
若母球與其他球相連，則強制重新置球。

## 犯規
所有犯規一律罰4分，對手可原地打擊，或是要求重新置球。

## 連續得分
碰撞兩顆球得分，叫做Canon。最多連續使用75次。

打進子球得分，或是母球洗袋得分。都叫做Hazard。最多連續使用15次。

一直使用同一招得分，是不行的。

打進對方母球，不用撿。所以只能利用Hazard得分，連續15次之後。可把對方母球撿起來，放在「咖啡球」點位。若不能放，改放「黃球」點位

若母球在D區發球，咖啡球/黃球點位，都不能直接打。

## 障礙線警告
單竿過80的時候，裁判會提示「障礙線警告」（Baulkline Warning）。然後在80~99分之間，母球必須碰發球區的顆星一次。成功之後裁判會提示「障礙線通過」（Baulkline Crossed）。分數到達180、280、380……裁判都會提示，選手都必須做一次這個動作。

## 組織
英式撞球的職業賽由總部位於英格蘭布里斯托的世界職業撞球與司諾克協會（The World Professional Billiards and Snooker Association, WPBSA)負責管理，其前身是成立於1968年的世界職業撞球選手協會（the Professional Billiard Players' Association）。業餘的比賽則由國際撞球及司諾克聯合會（the International Billiards and Snooker Federation, IBSF）負責管理。